# Donja Ljubata
Donja Ljubata (izvirno srbsko Доња Љубата; bolgarsko Долна Любата) je naselje v Srbiji, ki upravno spada pod Občino Bosilegrad; slednja pa je del Pčinjskega upravnega okraja.

## Demografija
V naselju živi 353 polnoletnih prebivalcev, pri čemer je njihova povprečna starost 48,3 let (45,7 pri moških in 50,9 pri ženskah). Naselje ima 149 gospodinjstev, pri čemer je povprečno število članov na gospodinjstvo 2,65.
To naselje je v glavnem bolgarsko (glede na popis iz leta 2002), a v času zadnjih treh popisov je opazno zmanjšanje števila prebivalcev.
|  |

| Demografija | Demografija     | Demografija     |
| Leto        | Št. prebivalcev | Št. prebivalcev |
| ----------- | --------------- | --------------- |
|             |                 |                 |
|             |                 |                 |
|             |                 |                 |
|             |                 |                 |
| 1948        | 1128            |                 |
| 1953        | 1148            |                 |
| 1961        | 1060            |                 |
| 1971        | 1008            |                 |
| 1981        | 755             |                 |
| 1991        | 584             | 584             |
| 2002        | 397             | 395             |
|             |                 |                 |

| Etnična sestava po popisu iz leta 2002 | Etnična sestava po popisu iz leta 2002 | Etnična sestava po popisu iz leta 2002 | Etnična sestava po popisu iz leta 2002 | Etnična sestava po popisu iz leta 2002 |
| -------------------------------------- | -------------------------------------- | -------------------------------------- | -------------------------------------- | -------------------------------------- |
| Bolgari                                | Bolgari                                |                                        | 315                                    | 79,74%                                 |
| Srbi                                   | Srbi                                   |                                        | 62                                     | 15,69%                                 |
| Makedonci                              | Makedonci                              |                                        | 1                                      | 0,25%                                  |
| Neznano                                | Neznano                                |                                        | 0                                      | 0,0%                                   |